# 제3회 골든 글로브상
제3회 골든 글로브상은 1945년 상영된 영화 중 가장 뛰어난 영화를 수상하기 위해 1946년 3월에 열린 시상식이다. 미국,헐리우드 니커보커 클럽에서 개최되었다.

## 수상

### 작품상-드라마
- 잃어버린 주말 - 빌리 와일더 수상

### 여우주연상-드라마
- 성 메리 성당의 종 - 잉그리드 버그만 수상

### 남우주연상-드라마
- 잃어버린 주말 - 레이 밀랜드 수상

### 여우조연상
- 픽처 오브 도리안 그레이 - 안젤라 랜즈베리 수상

### 남우조연상
- 베니를 위한 훈장 - J. 캐롤 나이쉬 수상

### 감독상
- 잃어버린 주말 - 빌리 와일더 수상

## 같이 보기
- 할리우드 외신 기자 협회
- 제18회 아카데미상